# 鳳コンサルタント環境デザイン研究所
鳳コンサルタント環境デザイン研究所（おおとりコンサルタントかんきょうデザインけんきゅうしょ）は、鳳コンサルタント株式会社の日本のランドスケープコンサルタント。

## 所在地
- 大阪市西区京町堀1-8-35
- 東京事務所 : 東京都江東区東陽3-27-32

## 沿革
- 1972年、鳳コンサルタント設立（建設コンサルタント）
- 1989年、鳳コンサルタント株式会社環境デザイン研究所設立

## おもな作品
- 星が丘テラス・ランドスケープデザイン
- ブランズシティ大阪都島ランドスケープの設計（289戸の大型分譲 東急不動産など）
- グランアルト豊洲・ランドスケープデザイン（東京都中央区・江東区）
- ファインフラッツ奈良ザ・レジデンス・ランドスケープデザイン（奈良市小西町）
- ローレルコート茨木 新中条・ランドスケープデザイン（茨木市新中条町）
- JR吹田駅北口広場・南口メロード通り入り口
- 猿猴川プロムナード 水辺のギャラリー桜の縁側
- 基町クレド（NTTクレド基町ビル）ランドスケープデザイン（アトリウム・スカイパティオ・街路他、広島市）
- NTT武蔵野開発研究センタ・前庭の設計（東京都武蔵野市）
- ガーデン東が丘・ランドスケープデザイン（東京都目黒区）
- ローレルコート茨木・ランドスケープデザイン（茨木市新中条）
- グランウェリス瀬田・ランドスケープデザイン（東京都世田谷区、2007年度グッドデザイン賞（建築・環境デザイン部門）
- クレヴィア千里桃山台
- グランドオペラつつじケ丘・ランドスケープデザイン
- ザ・レジデンス一番町 ・ランドスケープデザイン（
- さいたま新都心「けやきひろば」（'94さいたまひろば国際コンペティション1等）
- サクラディア・ランドスケープデザイン（さいたま市桜区）
- シンガポール理工科系専門学校キャンパスデザイン
- ステイツグラン茨木・ランドスケープデザイン
- パークシティ南千里丘「里庭八景」・ランドスケープデザイン（大阪府摂津市南千里丘）
- パークスクエア北大阪・ランドスケープデザイン
- バリ・リステアリゾートのプロジェクト
- ルネアクアパークス豊玉南・白影の庭（東京都練馬区、日本交通 (東京都)練馬自動車教習所跡地）
- 安田生命大阪ビル・梅田ダイビル・ランドスケープデザイン
- 霞が関コモンゲート・ランドスケープデザイン（東京都千代田区）
- 箕面新都心かやの中央（
- 集合住宅漢南ザ・ヒル ランドスケープ設計（HANNAMTHEHILL、所在地：韓国ソウル特別市漢南洞  発注者：HanʟsJaram 2008年9月-2011年）
- 久我山ガーデンヒルズ・ランドスケープデザイン（東京都杉並区）
- 八事山興正寺（愛知県名古屋市）
- 九段第3合同庁舎・千代田区役所本庁舎 整備等事業
- 阪急西宮ガーデンズ・ランドスケープデザイン
- 三井アウトレットパーク 滋賀竜王・ランドスケープデザイン
- 秀澤園（中国・武漢）
- 書斎館店舗エントランス（東京都港区）
- 新・都ホテルサウスウイング・ランドスケープデザイン
- 新潟駅南口駅舎接続施設および南口広場（新潟市、基本設計：堀越英嗣＋堀越JV（アーキテクトファイブ、アプル総合計画事務所、鳳コンサルタント環境デザイン研究所、パシフィックコンサルタンツ）
- 神戸東部新都心 HAT神戸「灘の浜」ガーデンモール・インナーコモンなど（神戸市、旧住宅・都市整備公団）
- 星野哲郎記念館・ランドスケープデザイン
- 赤坂タワーレジデンス～Top of the Hill・ランドスケープデザイン
- 蘇州金鶏湖リゾートコンプレックス 設計（中国江蘇省）
- 大阪ベイエリア「まちづくりプラン」アイデア
- 大阪大学石橋学生交流棟・ランドスケープデザイン
- 長沼コミュニティ公園（北海道夕張郡長沼町）
- 天津万科・ランドスケープデザイン
- 同志社大学室町キャンパス寒梅館（新大学会館）・ランドスケープデザイン
- 寧波R&D Park・ランドスケープデザイン
- シティタワーグラン天王寺・ワールドシティータワー/ワールドシティタワーズアクアタワー・ランドスケープデザイン
- 梅田ガーデンシティ・ランドスケープデザイン（大阪府）
- 梅田ダイビル・ガーデンシティタワーズ・ランドスケープデザイン（建物は日建設計）
- 広島市民球場跡地事業計画案事業予定者（Team 国境のない地球公園として）
- 熊本合同庁舎A棟・ランドスケープデザイン（くまもと新都心 熊本駅前東A地区第二種市街地再開発事業）
- 桜堤庭園フェイシア・ランドスケープデザイン（武蔵野市桜堤)
- 平安保険テクニカルサポートセンター・ランドスケープデザイン（中国平安保険公司. 所在地, 中国上海浦東張江銀行カード産業園区
- 毎日インテシオ・ランドスケープデザイン（大阪市北区）
- 六本木ヒルズ（六本木6丁目地区第1種市街地再開発事業）ランドスケープ監修（設計：森ビル（株）一級建築士事務所）

## 佐々木デザイン室
デザイン・アドバイザ（Design Adviser）として、鳳コンサルタント株式会社環境デザイン研究所 佐々木デザイン室を主宰する佐々木葉二は日本のランドスケープアーキテクト。   
京都造形芸術大学・環境デザイン学科教授。
技術士建設部門（都市及び地方計画）、一級建築士 。
1947年、奈良県生まれ。1971年、神戸大学農学部生産工学科を卒業し、
同年、大阪府立大学大学院緑地計画工学専攻に進学し1973年に修士課程修了、
建設会社・鴻池組を経て カリフォルニア大学バークレー校環境デザイン学部大学院（UCB）に客員研究員として留学。
修了後、 ハーバード大学デザイン大学院（GSD）・客員研究員を つとめ、帰国後鳳コンサルタント株式会社環境デザイン研究所を設立し、現職。
主な著書：『佐々木葉二作品集』［マルモ出版／2004］、『ランドスケープの近代』［共著、鹿島出版会／2010］｢建築概論｣（学芸出版）、｢ベーシックスタディ・ランドスケープデザイン｣（昭和堂）など。
著訳書に「庭の意味論」（鹿島出版会）、｢見えない庭｣（鹿島出版会）などがある。
主なランドスケープ作品には「さいたま新都心けやき広場」「NTT基町クレド」「六本木ヒルズ」「大阪ガーデンシティ」「ソウル・漢南ザ・ヒル」「NTT武蔵野研究センタ」
「シンガポール工科系専門学校」の他衆議院議長公邸庭園, ｢白雨館｣（自邸）などがある。
この他に、
大阪駅北側・梅田北ヤード再開発事業（大阪市北区）、
藤井寺市「道からのまちづくり」、
東日本大震災復興・宮城県南三陸町復興支援などをもてがける。
1994年、ひろしま街づくりデザイン大賞 、商環境デザイン賞,グッドデザイン賞、さいたまひろば(仮称)企画提案競技 最優秀賞(共同)。
1996年、(社)日本造園学会学会賞(設計作品部門)。1997年都市景観大賞
1998年ひろしま街づくりデザイン賞、都市景観大賞。1999年都市緑化大賞。2000年 第7回空間デザインコンペティション金賞 グッドデザイン賞(建築環境デザイン部門)。2001年第12回大阪施設綠化建築賞(みどりの景観賞)、インターイントラ,スペースデザイン,セレクション最優秀賞(共同)
2002年、第8回ひろしま街づくりデザイン賞、大阪ベイエリア「まちづくりプラン」最優秀賞(共同)
環境大臣賞(壁面,特殊緑化大賞)
新潟駅舎、駅前広場計画提案競技最優秀賞(共同)。
2003年、中国住宅環境大賞(中国,武漢秀澤園集合住宅)、米国「コーナーストーン国際展示場」に「瞑想の庭」が買い上げられ、世界の作家20人と共に建設の上、永久展示となる。他多数。
教育曆は、1987年9月~88年3月 カリフォルニア大学環境計画学部大学院スタジオ指導及び特別講義。1988年11月 ハーバード大学、マサチューセッツ大学大学院特別講義。1990年~92年にかけて京都大学,大阪大学,日本大学特別講義。
1994年4月~2005年神戸大学工学部非常勤講師。
1996年4月~99年3月京都造形芸術大学非常勤講師。
1997年~2005年 広島工業大学、京都精華大学、近畿大学文芸学部他で非常勤講師。
1999年4月~2019年 京都造形芸術大学芸術学部,環境デザイン学科教授。
おもな役職は、
1995年(社)日本造園学会阪神大震災調查特別委員会幹事。
1996 年(社)日本造園学会震災関連研究特別委員会委員。
1997年~2006 年日本ランドスケープフォーラム運営委員。
1997年6月~(社)日本造園学会,評議員。
2002年~ 九州大学新キャンバス,マスターアーキテクト委員会委員
他多数歴任。